# The Stones of Blood
The Stones of Blood (Las piedras de sangre) es el tercer serial de la 16.ª temporada de la serie británica de ciencia ficción Doctor Who, emitido originalmente en cuatro episodios semanales del 28 de octubre al 18 de noviembre de 1978. Fue la historia número 100 de la serie, y la cuarta parte se emitió durante la celebarción del 15.º aniversario del programa. Forma parte de la historia The Key to Time que abarcaba toda aquella temporada.

## Argumento
El Doctor y Romana están a punto de ir a buscar el tercer fragmento de la Llave del Tiempo cuando un aviso en forma de aura les dice que tengan "cuidado del Guardián Negro". Salen fuera y se encuentran delante de los Nueve Viajeros, un grupo de cromlech en Boscombe Moor, Cornualles. En la localización también está interesada la anciana arqueóloga, la profesora Amelia Rumford, que está estudiando las piedras con su amiga, Vivien Fay. Alertado por las actividades de una secta druídica local, el Doctor se dirige a conocer a su supuesto líder, de Vries, que vive en una gran finca cercana, Boscombe Hall, construida en el emplazamiento del Convento de las Hermanas de Santa Gudula. En el interior, de Vries y su doncella Martha están haciendo cánticos a la Cailleach, la diosa druídica de la guerra y la magia. El Doctor les interrumpe, y de Vries le deja inconsciente de un puñetazo, y pretende sacrificarle a la Cailleach, pero les interrumpe la profesora Rumford, que ayuda al Doctor a escapar...

## Continuidad
Las celdas de las nave Cessair contienen un Wirrn muerto (The Ark in Space) y el esqueleto de un androide Kraal (The Android Invasion).

## Producción
| Episodio    | Fecha de emisión        | Duración | Espectadores en millones | Estado en el archivo  |
| ----------- | ----------------------- | -------- | ------------------------ | --------------------- |
| Episodio 1  | 28 de octubre de 1978   | 24:20    | 8,6                      | Cinta original en PAL |
| Episodio 2  | 4 de noviembre de 1978  | 23:53    | 6,6                      | Cinta original en PAL |
| Episodio 3  | 11 de noviembre de 1978 | 24:27    | 9,3                      | Cinta original en PAL |
| Episodio 4  | 18 de noviembre de 1978 | 23:07    | 7,6                      | Cinta original en PAL |
| [ 1 ] [ 2 ] |                         |          |                          |                       |

Entre los títulos provisionales de la historia se incluyen The Nine Maidens (Las nueve doncellas) y The Stones of Time (Las piedras del tiempo). Los exteriores de la historia, inusualmente, se rodaron en video, en localizaciones en Rollright Stones, un conjunto megalítico en el centro de Inglaterra. An actual legend of the site states that it is impossible to count the stones. Cuando acaba el serial, el Doctor nota que ha cambiado el número de piedras en el círculo (por retirar 3 Ogri y añadir la forma aprisionada de Cessair) y sugiere a la profesora Rumford que escriba un monográfico acerca de ello.
El cliffhanger del primer episodio era una escena en la que Cessair, disfrazado como el Doctor, empuja a Romana por un precipicio. Baker se opuso a la escena, ya que creía que sería demasiado aterradora para los niños. En su lugar, la escena se filmó de forma que nadie viera quién empujó a Romana. El 15.º aniversario del programa tenía lugar el 23 de noviembre de 1978, cinco días después de la emisión del cuarto episodio. Para conmemorarlo, Anthony Read pidió a David Fisher que escribiera una nueva escena (extendida por Darrol Blake) con Romana y K-9 sorprendiendo al Doctor con una tarta celebrando su 751 cumpleaños y una bufanda nueva, idéntica a la anterior. Sin embargo, el productor Graham Williams vetó esta idea al considerarla demasiado autoindulgente, y la escena nunca se rodó. Blake ya había encargado la tarta, que al final se comió el reparto y equipo. Fue también el serial número 100.
Esta una de las dos únicas historias entre Frontier in Space y el final de la serie clásica que no tuvo los efectos de sonido creados por Dick Mills. Como estaba enfermo, Elizabeth Parker fue la encargada de los efectos de sonido en su lugar.